# 高冶星
高 冶星（コ・ヤソン）は大韓民国出身の漫画家。現在は日本にて漫画家として活動。

## 作品

### 漫画
- STIGMATA 〜赤煉の聖者〜（月刊コミックブレイド）
- LOST SEVEN（月刊コミックブレイド）
- REDRUM レドロム 327 1~3完([DEAWON/Korea])絶版
- ガラス月の下で 1~2未完([DEAWON/Korea])絶版
- Scar 短編集 ([DEAWON/Korea])絶版

### その他
- テレビアニメ イノセント・ヴィーナス（キャラクター原案）